# Окотепек (Чьяпас)
Окотепек (исп. Ocotepec) — посёлок в Мексике, штат Чьяпас, входит в состав одноимённого муниципалитета и является его административным центром. Численность населения, по данным переписи 2020 года, составила 5330 человек.

## Общие сведения
Название Ocotepec с языка науатль можно перевести как — сосновая гора.
Поселение было основано в 1486 году ацтеками, которые покорили данный регион, переселив сюда несколько групп народа соке.
В XVII веке была построена церковь Сан-Маркос.
В XIX веке, после эпидемии холеры, в поселении проживало лишь 50 человек.